# Elecciones estatales de Mecklemburgo-Pomerania Occidental de 2011
Una elección estatal en Mecklemburgo-Pomerania Occidental, se llevó a cabo el 4 de septiembre de 2011, para elegir a los miembros del Parlamento Regional de Mecklemburgo-Pomerania Occidental (Landtag).
El 52% de los 1,4 millones de habitantes inscritos no participó de la elección, lo cual significó una disminución del 7% en la participación. La elección del distrito electoral de Rügen se retrasó hasta el 18 de septiembre debido a la muerte del candidato de la CDU.
El SPD fue el claro ganador de las elecciones con el 35,7 por ciento de los votos. Incrementó en 5.5 puntos porcentuales con respecto a las últimas elecciones de 2006. El apoyo a la CDU cayó en un 5,8 por ciento, terminando con un 23,0 por ciento.

## Temas y campaña

### Union Demócrata Cristiana (CDU)
La Democracia Cristiana, con un programa electoral de 30 páginas, fue calificada como "clara y decidida". Su programa incluía la política de educación, las finanzas y el cambio de la población.
La Democracia Cristiana hizo campaña con el lema "C wie Zukunft" ("C para el Futuro"). Con ello se pretendía vincular la letra C tanto a la primera letra del nombre del partido como a la primera letra del apellido del candidato Lorenz Caffier con el término positivo "futuro". Sin embargo, los receptores entendieron que la CDU pretendía escribir la palabra "Zukunft", con una "C". Esto le valió el desprecio y la burla conservadora.

### Partido Socialdemócrata (SPD)
Los socialdemócratas se centraron en cuestiones de economía, trabajo, cambio de energía, justicia social, familia y educación.

### La Izquierda (Die Linke)
El programa de La Izquierda incluía empleo y derechos económicos, la justicia social, la protección del medio ambiente y la participación más democrática.

## Resultados
| Hab. inscritos         | 1.373.932        |
| Votantes               | 708.111          |
| Participación          | 51,5 %           |
| Votos directos válidos | 680.684 (96,1 %) |
| Votos de lista válidos | 681.375 (96,2 %) |

|  |                | Votos directos | %    | Votos de lista | %    | Mandatos directos | Mandatos de lista | Total de escaños | Ganancias/ Pérdidas |
|  | -------------- | -------------- | ---- | -------------- | ---- | ----------------- | ----------------- | ---------------- | ------------------- |
|  | SPD            | 240.368        | 35,3 | 242.251        | 35,6 | 24                | 3                 | 27               | +4                  |
|  | CDU            | 181.988        | 26,7 | 156.969        | 23,0 | 12                | 6                 | 18               | -4                  |
|  | LINKE          | 126.960        | 18,7 | 125.528        | 18,4 |                   | 14                | 14               | +1                  |
|  | GRÜNE          | 56.006         | 8,2  | 59.004         | 8,7  |                   | 7                 | 7                | +7                  |
|  | NPD            | 39.613         | 5,8  | 40.642         | 6,0  |                   | 5                 | 5                | -1                  |
|  | FDP            | 22.054         | 3,2  | 18.943         | 2,8  |                   |                   |                  | -7                  |
|  | PIRATEN        | 1.141          | 0,2  | 12.727         | 1,9  |                   |                   |                  |                     |
|  | FAMILIE        | 1.192          | 0,2  | 10.538         | 1,5  |                   |                   |                  |                     |
|  | FREIE WÄHLER   | 10.038         | 1,5  | 7.782          | 1,1  |                   |                   |                  |                     |
|  | Die PARTEI     |                |      | 1.669          | 0,2  |                   |                   |                  |                     |
|  | AB             |                |      | 1.493          | 0,2  |                   |                   |                  |                     |
|  | AUF            | 270            | 0,0  | 1.133          | 0,2  |                   |                   |                  |                     |
|  | APD            |                |      | 868            | 0,1  |                   |                   |                  |                     |
|  | PBC            |                |      | 651            | 0,1  |                   |                   |                  |                     |
|  | ÖDP            |                |      | 598            | 0,1  |                   |                   |                  |                     |
|  | REP            |                |      | 579            | 0,1  |                   |                   |                  |                     |
|  | Independientes | 1.054          | 0,2  |                |      |                   |                   |                  |                     |

## Post-elección
El Partido Socialdemócrata (SPD) fue el claro ganador de las elecciones con el 35,7 por ciento de los votos. Incrementó en 5,5 puntos porcentuales en relación con la última elección en 2006. El apoyo a la Unión Demócrata Cristiana (CDU) se redujo en un 5,8 por ciento, terminando con un 23,0 por ciento.
El Partido Democrático Liberal (FDP) obtuvo sólo el 2,7 por ciento de los votos, una masiva caída de 6,9 puntos en comparación con las últimas elecciones, donde había recibido un 9,6 por ciento.  De esta manera, FDP no obtuvo representación en un Landtag por quinta vez consecutiva, luego de otras cuatro elecciones estatales donde también sufrió la pérdida de su representación.  Al Presidente del FDP Philipp Rösler se le atribuyó la responsabilidad de que el partido no lograra entrar en el Landtag.  El Partido Verde superó el 5% y entró por primera vez en el Landtag. Con este resultado, Los Verdes comenzaron a tener representación en todos los parlamentos estatales de Alemania.
La extrema derecha del Partido Nacionaldemócrata de Alemania (NPD) obtuvo más del 30% de los votos en 2 de los distritos electorales y del 26% al 29% en algunas comunidades cerca de Anklam y Torgelow. En Koblentz, el NPD obtuvo un 15% más que la CDU y el SPD.  Los líderes de algunos de los partidos declararon su oposición y consternación por el éxito de la NPD. Rösler declaró que "es sorprendente que el NPD de extrema derecha haya recibido el doble de votos que el FDP". Erwin Sellering no estuvo contento con que el NPD volviera a entrar en el Landtag y declaró "Es una pena que lo hayan hecho de nuevo y es muy lamentable ".
La coalición gobernante entre el SPD y la CDU conservó su mayoría y por lo tanto ambos partidos siguieron trabajando juntos.